# کینوپرامین
کوینوپرامین(به انگلیسی: Quinupramine) (با نام‌های تجاری Kevopril ,Kinupril , Adeprim ,Quinuprine) یک داروی ضدافسردگی سه‌حلقه ای (TCA) است که در اروپا برای درمان اختلال افسردگی عمده استفاده می‌شود.